# Ральф Нортем
Ральф Ширер Нортем (англ. Ralph Shearer Northam; нар. 13 вересня 1959, Нессаводокс) — американський лікар і політик, член Демократичної партії, губернатор штату Вірджинія з 2018 до 2022 року.

## Біографія
Закінчивши медичну школу, з 1984 року служив військовим лікарем, 1992 року відкрив приватну практику і пропрацював чверть століття, спеціалізуючись на дитячій неврології.
2007 року переміг на виборах в Сенат Вірджинії від 6-го округу, отримавши 17 307 голосів виборців проти 14 499 за республіканця Ніка Рерраса.
2013 року переміг на попередніх виборах демократів колишнього главу Управління науки і технології в адміністрації президента Обами Аніша Чопру і потім обраний віцегубернатором Вірджинії, отримавши підтримку 55,1 % виборців (його напарником став кандидат у губернатори Террі Мак-Оліфф, який переміг з результатом 47,8 %).
У червні 2017 переміг на попередніх виборах Демократичної партії досвідченого політика Тома Періелло в боротьбі за висунення своєї кандидатури на губернаторських виборах.
7 листопада 2017 переміг з результатом 54 % республіканця Еда Гіллеспі на губернаторських виборах у Вірджинії.
13 січня 2018 року склав присягу і вступив на посаду губернатора Вірджинії.